# La fedeltà premiata
La fedeltà premiata (Hob. XXVIII:10; deutscher Titel: Die belohnte Treue) ist eine Oper (Originalbezeichnung: „Dramma pastorale giocoso“) in drei Akten von Joseph Haydn (Musik) mit einem Libretto eines unbekannten Bearbeiters nach Giovanni Battista Lorenzis Libretto zu Domenico Cimarosas Commedia per musica L’infedeltà fedele (Neapel 1779). Die Uraufführung fand am 25. Februar 1781 im Opernhaus von Schloss Eszterháza statt. Dort hatte im September 1782 auch eine überarbeitete Zweitfassung Premiere.

## Handlung
Die folgende Inhaltsangabe basiert auf dem Libretto der Zweitfassung von 1782.

### Kurzfassung
Erster Akt. Nach der Entweihung ihres Standbilds durch eine übermütige Nymphe hat die Göttin Diana einen Fluch über die Gegend um Cumae ausgesprochen: Jedes Jahr muss das treueste Liebespaar einem Seeungeheuer geopfert werden, bis sich ein Freiwilliger zu diesem Opfer bereit erklärt. Da gerade wieder ein Jahr vergangen ist, sucht der Priester Melibeo nach einem geeigneten Paar. Er selbst ist vom Fluch ausgenommen und nutzt dies für seine Werbung um die eitle Amaranta. Die Nymphe Nerina liebt Amarantas Bruder Lindoro, den sie verdächtigt, ihrer Rivalin Celia nachzustellen. Nach einem Raubüberfall sucht der flatterhafte Graf Perrucchetto Schutz bei der Gruppe. Er verliebt sich in Amaranta und weckt dadurch die Eifersucht Melibeos. Celia hat kein Interesse an Lindoro. Sie heißt in Wirklichkeit Fillide und ist auf der Suche nach ihrem Geliebten Fileno, der sie nach einem Schlangenbiss für tot hielt und verschwand. Als sich die beiden wiederfinden, verleugnet Celia ihre Liebe, weil sie fürchtet, sonst dem Ungeheuer geopfert zu werden. Perrucchetto macht nun Celia den Hof und macht Amaranta eifersüchtig. Diese forciert nun die Verbindung Celias mit Lindoro. Der macht ihr auch eine Liebeserklärung, erhält als Antwort aber nur eine Ohrfeige. Perrucchetto umwirbt abwechselnd Nerina und Amaranta. Melibeo lässt Fileno fesseln, um Celia unter Druck zu setzen. Da erscheint eine Gruppe von Satyrn, die mit den Hirten kämpfen und Celia entführen.
Zweiter Akt. Celia kann den Satyrn entkommen. Nerina verliebt sich in Fileno und erteilt dem treulosen Lindoro eine Abfuhr. Melibeo beobachtet, wie Amaranta Perrucchetto nach anfänglicher Ablehnung entgegenkommt, und beschließt, Perrucchetto zu beseitigen. Um die für treulos gehaltene Celia zu strafen, erklärt Fileno Nerina seine Liebe. Nerina und Celia streiten. Bei einer Jagdveranstaltung zu Ehren Dianas flieht Perrucchetto vor einem Bären auf einen Baum. Fileno rettet Amaranta vor einem Wildschwein. Perrucchetto behauptet, es getötet zu haben, wird aber von Lindoro als Lügner entlarvt. Fileno will sich aus Enttäuschung über Celias vermeintliche Untreue in einer Höhle das Leben nehmen. Als er seine Abschiedsbotschaft in einen Baum ritzt, zerbricht jedoch sein Dolch. Celia findet die Nachricht und geht besorgt in die Höhle, um ihn zu retten. Melibeo, der das beobachtet hat, überredet Nerina, Perrucchetto ebenfalls in die Höhle zu schicken. Dann erklärt er, dass Diana das zu opfernde Liebespaar benannt habe: Es befinde sich in dieser Höhle. Celia und Perrucchetto werden herausgeholt und für die Zeremonie weiß eingekleidet.
Dritter Akt. Celia und Perrucchetto beteuern vergeblich ihre Unschuld. Auch Amarantas und Lindoros Feststellung, dass nicht Diana, sondern Melibeo selbst aus eigensüchtigen Gründen das Opferpaar ausgewählt habe, wird ignoriert. Die beiden werden zum See gebracht, wo bereits das Ungeheuer wartet. Da erklärt Fileno, dass er aus Liebeskummer bereit sei, sich selbst zu opfern. Die Göttin ist versöhnt. Sie verzichtet auf das Opfer und vereint Amaranta mit Perrucchetto und Celia mit Fileno. Ihre eigenen Pfeile durchbohren den fliehenden Verbrecher Melibeo. Die übrigen feiern den glücklichen Ausgang.

### Erster Akt
Der Diana geweihter Hain mit einem großen Tempel und Altar in der Mitte
Seitlich weitere kleine Altare, nach bäuerlicher Art gebaut und mit Blumen geschmückt, auf denen die heiligen Feuer brennen. An einer Seite ein großer Marmorstein, auf dem der Orakelspruch geschrieben steht.
Szene 1. Der Priester Melibeo, der Tempeldiener Lindoro, die Nymphe Nerina und weitere Schäfer und Schäferinnen opfern der Göttin Diana und flehen sie an, ihre Strafaktion zu beenden (Introduktion: „Bella Dea“).
Szene 2. Kurz vor Ende der Zeremonie erscheint Lindoros Schwester, die eitle Amaranta, um der Göttin zwei Tauben zu opfern. Sie entschuldigt sich für ihre Flatterhaftigkeit in der Liebe, die nicht ihrer Boshaftigkeit, sondern dem Mitleid entspringe. Melibeo fordert die Schäfer auf, Diana mit der jährlichen Jagd zu huldigen. Erst jetzt liest Amaranta den grausamen Orakelspruch: „Jedes Jahr soll das Ungeheuer zwei treue Liebende erhalten; Wenn sich jedoch stattdessen ein Freiwilliger zu demselben Tod bereit erklärt, werdet ihr Frieden haben und das Weinen ein Ende finden.“ Amaranta ist entsetzt. Ihr Verehrer Melibeo weist sie darauf hin, dass sie sich keine Sorgen machen müsse, da Priester davon ausgenommen seien. Nerina verdächtigt ihren Geliebten Lindoro, insgeheim ihrer Rivalin Celia nachzustellen.
Szene 3. Amaranta, die Nerina nicht ausstehen kann, fordert Melibeo auf, ihren Bruder mit Celia zu vermählen. Sowohl Lindoro als auch Melibeo finden die Idee großartig (Arie Lindoro: „Già mi sembra di sentire“).
Szene 4. Amaranta versichert Melibeo ihrer Treue und Liebe (Arie Amaranta: „Per te m’accese amore“). Hilferufe unterbrechen die beiden. Ein Fremder, der sich als Graf Perrucchetto vorstellt, berichtet, dass er von Räubern überfallen worden sei (Arie Perrucchetto: „Salva, salva, ajuto, ajuto“). Er verliebt sich auf den ersten Blick in Amaranta und macht ihr den Hof. Melibeo warnt ihn davor, nicht seine Eifersucht zu wecken (Arie Melibeo: „Mi dica il mio signore“).
Szene 5. Amaranta folgt Perrucchettos Einladung zu einem Spaziergang im Garten.
Prächtiger Garten mit Statuen und Brunnen; an der Vorderseite eine große Treppe, die zu weiteren schönen Gärten führt
Szene 6. Der Jüngling Fileno beklagt den Verlust seiner Geliebten Fillide (Arie Fileno: „Dove oh Dio rivolgo il piede“).
Szene 7. Fileno erzählt Nerina, dass Fillide kurz vor der geplanten Hochzeit an einem Schlangenbiss gestorben sei. Nerina vertraut ihm im Gegenzug ihren eigenen Kummer über Lindoro an. Sie bittet Fileno, mit ihrer Rivalin Celia zu sprechen. Dann lässt sie sich über die Schmerzen der Liebe aus. Man solle aber nicht die Hoffnung verlieren, denn Amor wisse sie durch Wonnen auszugleichen (Arie Nerina: „È amore di natura“).
Wäldchen
Szene 8. In Wirklichkeit lebt Fillide noch. Sie hat den Namen Celia angenommen, um unerkannt nach Fileno zu suchen, der sie nach ihrem vermeintlichen Tod zurückgelassen hatte. Beim Schafehüten beklagt sie ihr Schicksal (Arie Celia: „Placidi ruscelletti“), bevor sie sich zum Schlaf niederlegt.
Szene 9. Nerina und Fileno nähern sich der schlafenden Celia. Nerina zieht sich zurück, damit Fileno sie ansprechen kann. Von der anderen Seite erscheint Lindoro, der seine Angebetete betrachten will. Er wird aber von Fileno zurückgedrängt. Celia erwacht und erblickt ihren Geliebten Fileno vor sich. Beide trauen ihren Augen nicht.
Szene 10. Lindoro holt Melibeo zu seiner Unterstützung herbei. Als Celia diesen erblickt, befürchtet sie, zusammen mit Fileno dem Ungeheuer geopfert zu werden. Sie verleugnet daher ihre Liebe zu ihm. Der enttäuschte Fileno will sich sogleich selbst erdolchen. Celia hält ihn davon ab und ruft um Hilfe.
Szene 11. Amaranta und Perrucchetto entwaffnen Fileno. Melibeo durchschaut die Lage. Er sieht in Fileno und Celia bereits das nächste Opfer. Da Celia jetzt leugnet, Fileno überhaupt zu kennen, zieht dieser sich verzweifelt zurück (Arie Fileno: „Misera affetto miei“).
Szene 12. Celia will ihm folgen und beruhigen. Amaranta fordert Melibeo auf, sie aufzuhalten und zu zwingen, ihren Bruder zu heiraten.
Szene 13. Amaranta hat bemerkt, wie fasziniert Perrucchetto von Celias Schönheit ist. Sie bringt ihn dazu, ihr seine unverbrüchliche Liebe zu versichern. Sofort danach macht er jedoch Nerina den Hof. Amaranta verliert die Fassung (Arie Amaranta: „Vanne, fuggi, traditore“).
Schattiger Wald (Erstfassung: Atrium)
Szene 14. Melibeo stellt Celia vor die Wahl: Entweder sie heiratet Lindoro oder sie wird zusammen mit Fileno dem Ungeheuer geopfert.
Szene 15. Celia bittet Nerina um Hilfe. Sie soll Fileno dazu bringen, aus der Gegend zu fliehen (Arie Celia: „Deh soccorri un infelice e di più“).
Szene 16. Die mitleidige Nerina will Fileno retten, wird aber von Perrucchetto aufgehalten, der ihr seine Liebe gesteht (Arie Perrucchetto: „Coll’ amoroso foco“).
Szene 17. Amaranta zürnt noch immer (Finale I: „Questi torti, questi affronti“). Um endlich die wahren Absichten Celias herausfinden, bittet sie Lindoro, mit dieser zu sprechen, während sie in einem Versteck lauscht. Als Celia erscheint, bittet Lindoro sie um ihre Hand. Sie beschimpft ihn, gibt ihm eine Ohrfeige und geht ab. Amaranta und Lindoro erzählen Melibeo von Celias Verhalten. Perrucchetto wirbt vergeblich um Nerina, die fortläuft. Amaranta bringt die widerstrebende Celia herbei und muss sogleich den zudringlichen Perrucchetto abwehren. Melibeo lässt Fileno von den Schäfern festnehmen, um Celia zum Nachgeben zu zwingen. Während des folgenden Durcheinanders kehrt Nerina zurück, die von einer Gruppe Satyrn verfolgt wird. Es kommt zum Kampf zwischen Hirten und Satyrn. Einer der Angreifer entführt Celia, bevor es den Schäfern gelingt, die anderen zu vertreiben.

### Zweiter Akt
Wäldchen
Szene 1. Celia gelingt die Flucht vor den Satyrn. Fileno sucht sie vergeblich, bis Nerina ihm mitteilt, dass sie sie bei Melibeo und Lindoro gesehen habe. Nerina, die inzwischen Gefühle für Fileno entwickelt hat, leidet unter Eifersucht.
Szene 2. Nerina gibt Lindoro eine weitere Abfuhr, die er gelassen aufnimmt (Arie Lindoro: „Non vi sdegnate mia signorina“). Melibeo versteckt sich, um Amaranta und Perrucchetto zu belauschen.
Szene 3. Amaranta erklärt Perrucchetto, dass sie ihn verachte und entschlossen sei, Melibeo zu heiraten. Als er aber vorgibt, sich vor ihren Augen erdolchen zu wollen, zeigt sie sich versöhnlich.
Szene 4. Melibeo beschließt, Perrucchetto aus dem Weg zu räumen. Er hofft, dass Nerina sich in Fileno verliebt, damit Celia aus Trotz Lindoro heiratet. Dann habe Amaranta keine andere Wahl mehr, als ihn selbst zu wählen (Arie Melibeo: „Sappi che la bellezza“).
Szene 5. Fileno weist Nerina weiterhin zurück, erklärt er aber seine Liebe, als er aber Celia erblickt. Er will so die vermeintlich Treulose strafen (Arie Fileno: „Se da’ begli occhi tuoi“).
Szene 6. Celia versteht nicht, warum Nerina sie hintergeht. Nerina rät ihr, sich einen anderen Liebhaber zu suchen (Arie Nerina: „Volgi pure ad altr’oggetto“).
Szene 7. Lindoro versucht vergeblich, Nerinas Zuneigung zu gewinnen.
Gebirgige Gegend
Szene 8. Die Jagd zu Ehren Dianas ist in vollem Gange. Jagdhörner erschallen, und überall kämpfen Jäger mit wilden Tieren. Perrucchetto flieht vor einem Bären, der dann von den Jägern erlegt wird. Als er Amaranta bemerkt, die von einem Wildschwein verfolgt wird, klettert er auf einen Baum. Amaranta fällt in Ohnmacht. Fileno tötet das Schwein und zieht sich zurück. Nach Amarantas Erwachen gibt sich Perrucchetto als ihr Retter aus. Schließlich ist die Jagd beendet, und die Beute wird zum Altar gebracht (Chor der Jäger: „Più la belva nel bosco non freme“). Lindoro entlarvt den Aufschneider Perrucchetto, der die Natur zum Zeugen seiner angeblichen Tapferkeit anruft (Arie Perrucchetto: „Di questo audace ferro“), aber sofort um Hilfe fleht, als das Wildschwein noch einmal zuckt.
Furchterregende Höhle
Szene 9. Fileno ist die ständigen Enttäuschungen Leid. Er zieht sich in eine Höhle zurück, um seinem Leben ein Ende zu bereiten (Accompagnato Fileno: „Bastano i pianti“). Den Grund für seinen Tod ritzt er mit seinem Dolch in einen Baum: „Für… Fillide… die Untreue… starb… Fileno“ (Arie Fileno: „Recida il ferro istesso“). Dabei zerbricht der Dolch, und er läuft verzweifelt fort.
Szene 10. Celia entdeckt Filenos Abschiedsworte und geht tief in die Höhle, um ihn zu suchen (Accompagnato und Arie Celia: „Ah come il core mi palpita nel seno“ – „Ombra del caro bene“).
Szene 11. Nach ihrer Zurückweisung durch Fileno bittet Nerina Melibeo um Rat. Der hat zuvor Celia in die Höhle gehen sehen und empfiehlt Nerina, Perrucchetto ebenfalls hinein zu schicken.
Szene 12. Nerina erzählt Perrucchetto, dass Celia ihn anbete, aber aus Kummer über seine Flatterhaftigkeit zum Weinen in die Höhle gegangen sei. Er eilt hinein.
Szene 13. Melibeo platziert eine Gruppe von Hirten an den Eingang der Höhle. Er verkündet, dass Diana das zu opfernde Liebespaar benannt habe: Es befinde sich in dieser Höhle. Er schickt Lindoro und die Hirten hinein, um es zu holen und für die Zeremonie weiß einzukleiden. Kurz darauf kehrt Lindoro zurück und teilt den Wartenden mit, dass es sich um Celia und Perrucchetto handle. Amaranta ist zutiefst empört über das Verhalten des Letzteren (Accompagnato und Arie Amaranta: „Barbaro Conte“ – „Dell’ amor mio fedele“).
Szene 14. Fileno trifft ein und fragt die anderen besorgt nach Celia. Er erhält jedoch nur verworrene Antworten, die ihn noch mehr beunruhigen (Finale II: „Quel silenzio, e quelli pianti“). Lindoro und Nerina jammern. Amaranta fleht sie an, Perrucchetto zu retten, für den sie trotz allem noch Mitleid empfindet. Lindoros Gedanken gelten Celia. Melibeo führt das zum Opfer eingekleidete und mit Blumen gekrönte Paar aus der Höhle. Perrucchetto findet es unerhört, dass er, ein Graf, ein solches Schicksal erleiden soll. Beide beteuern ihre Unschuld, doch Melibeo will nichts davon hören, sondern drängt zur Eile, da die Göttin bereits warte.

### Dritter Akt
Vorhof [des Tempels]
Szene 1. Celia versichert Fileno vergeblich, dass sie ihn noch immer liebe (Duett Celia/Fileno: „Ah se tu vuoi, ch’io viva“).
Szene 2. Melibeo lässt Perrucchetto hereinbringen. Der weist darauf hin, dass Diana ihn nicht als Opfer akzeptieren werde, weil er niemals treu gewesen sei.
Szene 3. Amaranta offenbart, dass nicht Diana das Opferpaar ausgewählt habe, sondern Melibeo selbst. Er wolle sich aus Eifersucht an den beiden rächen. Lindoro stimmt ihr zu. Er wurde von Nerina über Melibeos Absichten informiert. Der lässt sich jedoch nicht erweichen, sondern ruft die Hirten zu seiner Unterstützung herbei, um das Opfer zu vollziehen.
Szene 4. Lindoro fleht Melibeo noch einmal vergeblich um Gnade an.
Szene 5. Lindoro hält Melibeo für ein schlimmeres Ungeheuer als Tiger oder Panther.
Ländliche Gegend mit einem See
Szene 6. Amaranta fordert den vor Angst schlotternden Perrucchetto auf, Haltung zu bewahren.
Szene 7. Die Hirten führen Celia und Perrucchetto zum Ufer. Das Ungeheuer erscheint im See.
Szene 8. Fileno unterbricht die Opferhandlung und weist darauf hin, dass die Göttin versprochen habe, den Frieden wiederherzustellen, sobald sich jemand freiwillig zum Opfer melde. Er selbst sei dazu bereit, da er nach Celias Verrat nicht mehr leben wolle. Er läuft auf das Ungeheuer zu. Dieses wird plötzlich von einem Blitz getroffen und verwandelt sich in eine schöne Grotte, in der Diana mit einem goldenen Herzen in der Hand thront, umgeben von ihren Genien. Im selben Augenblick verwandelt sich die gesamte Szene in den prächtigen Tempel der Göttin.
Szene 9 „ultima“. Melibeo läuft davon (Accompagnato: „Misero mei“), und Diana verkündet, dass das Orakel erfüllt sei. Sie überreicht den Anwesenden das goldene Herz, das einst von einer Nymphe aus ihrem Götzenbild geraubt wurde und den Fluch ausgelöst hatte. Melibeo sei bereits für seinen Betrug bestraft worden: Er wurde von ihren Pfeilen durchbohrt. Abschließend vereint sie Amaranta mit dem Grafen. Auch Celia und Fileno können ihre Liebe erneuern. Alle jubilieren (Chor: „Quanto più diletta e pace“).

## Gestaltung
Diese als „Dramma pastorale giocoso“ bezeichnete Oper ist mit ihrer Mischung aus ernster Handlung und komischen Situationen im pastoralen Ambiente im Grunde eine Opera semiseria. Die verspielte Handlung hat keinen stringenten Aufbau, sondern legt den Schwerpunkt auf möglichst große Abwechslung. Giovanni Battista Lorenzi, der Autor der Textvorlage, griff dazu bewusst auch auf tragische Elemente zurück, wie er im Vorwort darlegte. Es gibt Theatermaschinen, Tänze und Kampfszenen. Auch der Bearbeiter der von Haydn verwendeten Fassung änderte dies nicht. Wulf Konold hielt diese Oper für eine der „faszinierendsten und zukunftweisenden Partituren dieser Zeit“, die „durchaus gleichberechtigt neben den Opern Mozarts Platz“ finde.

### Orchester
Die Orchesterbesetzung der Oper umfasst die folgenden Instrumente:
- Holzbläser: Flöte, zwei Oboen, Fagott
- Blechbläser: zwei Hörner (in der Ouvertüre alternativ zwei Trompeten)
- Pauken
- Streicher
- Basso continuo

### Musiknummern

Autograph aus Celias Arie „Deh soccorri“ (I:11)

Die Oper enthält die folgenden Musiknummern:
Erster Akt
- Nr. 1. Introduktion (Nerina, Lindoro, Melibeo, später Amaranta): „Bella Dea“ – Allegro (moderato) – Adagio; für Flöte, zwei Oboen, Fagott, zwei Hörner und Streicher
- Nr. 2. Arie (Lindoro): „Già mi sembra di sentire“ – Presto; für zwei Oboen, zwei Hörner und Streicher
- Nr. 3. Arie (Amaranta): „Per te m’accese amore“ – Poco adagio; für Streicher; geht in ein Accompagnato über
- Nr. 4. Arie (Perrucchetto): „Salva, salva, ajuto, ajuto“ – Presto; für zwei Oboen, zwei Hörner und Streicher
- Nr. 5. Arie (Melibeo): „Mi dica il mio signore“ – Allegro con brio; für zwei Oboen, obligates Fagott, zwei Hörner und Streicher
- Nr. 6. Arie (Fileno): „Dove oh Dio rivolgo il piede“ – Adagio; für Streicher
- Nr. 7. Arie (Nerina): „È amore di natura“ – Poco andante; für zwei Oboen, zwei Hörner und Streicher
- Nr. 8. Arie (Celia): „Placidi ruscelletti“ – Adagio ma non troppo; für Flöte, zwei Hörner und Streicher
- Nr. 9. Arie (Fileno): „Misera affetto miei“ – Allegro – Adagio; für zwei Oboen, obligates Fagott, zwei Hörner und Streicher
- Nr. 10. Arie (Amaranta): „Vanne, fuggi, traditore“ – Allegro assai; für zwei Oboen, zwei Hörner und Streicher
- Nr. 11. Arie (Celia): „Deh soccorri un infelice e di più“ – Andante; für zwei Oboen, obligates Fagott, zwei Hörner und Streicher
- Nr. 12. Arie (Perrucchetto): „Coll’ amoroso foco“ – Allegro; für zwei Oboen, zwei Hörner und Streicher
- Nr. 13. Finale I: „Questi torti, questi affronti“ – Vivace assai; für Flöte, zwei Oboen, Fagott, zwei Hörner und Streicher

Zweiter Akt
- Nr. 14. Arie (Lindoro): „Non vi sdegnate mia signorina“ – ohne Tempobezeichnung; für zwei Oboen, zwei Hörner und Streicher
- Nr. 15. Arie (Melibeo): „Sappi che la bellezza“ – Allegro; für zwei Oboen, Fagott, zwei Hörner und Streicher
- Nr. 16. Arie (Fileno): „Se da’ begli occhi tuoi“ – Allegro (con moto); für Flöte, zwei Oboen, zwei Hörner und Streicher
- Nr. 17. Arie (Nerina): „Volgi pure ad altr’oggetto“ – Andante; für Streicher
- Nr. 18. Chor der Jäger (Sopran, Tenor, Bass): „Più la belva nel bosco non freme“ – Presto; für Flöte, zwei Oboen, zwei Hörner und Streicher
- Nr. 19. Arie (Perrucchetto): „Di questo audace ferro“ – Allegro con brio; für zwei Oboen, zwei Hörner und Streicher
- Nr. 20. a) Accompagnato (Fileno): „Bastano i pianti“ – Adagio; für Streicher
  - b) Arie (Fileno): „Recida il ferro istesso“ – Allegro molto; für zwei Oboen, Solo-Fagott, zwei Hörner und Streicher; geht in ein Accompagnato über
- Nr. 21. a) Accompagnato (Celia): „Ah come il core mi palpita nel seno“ – Adagio; für Flöte, zwei Oboen, Fagott, zwei Hörner und Streicher
  - b) Arie (Celia): „Ombra del caro bene“ – Adagio; für Flöte, zwei Oboen, Fagott, zwei Hörner und Streicher
- Nr. 22. a) Accompagnato (Amaranta): „Barbaro Conte“ – für Streicher
  - b) Arie (Amaranta): „Dell’ amor mio fedele“ – Largo; für obligates Violoncello, zwei Oboen, zwei Hörner und Streicher
- Nr. 23. Finale II: „Quel silenzio, e quelli pianti“ – Adagio; für zwei Oboen, zwei Hörner und Streicher

Dritter Akt
- Nr. 24. Duett (Celia, Fileno): „Ah se tu vuoi, ch’io viva“ – Adagio cantabile; für Flöte, zwei Oboen, zwei Hörner und Streicher
- Nr. 25. Accompagnato (alle, später Diana): „Misero mei“ – Allegro (assai) – Presto; für Streicher
- Nr. 26. Chor: „Quanto più diletta e pace“ – Allegro; für zwei Oboen, zwei Trompeten, Pauken und Streicher

### Musik
Die traditionelle Zuordnung der ernsten und komischen Rollen ist hier umgedreht. Die komischste Rolle hat der adelige Perrucchetto, während die ernsten Partien dem Schäferpaar Fileno/Celia zugewiesen sind. Nerina steht zwischen den Sphären, hat aber ebenso wie die im Grunde komische Amaranta durchaus ernste Musik. Jede Figur der Oper stellt sich mit einer eigenen Arie vor, bevor sie an den Ensemblestücken teilnimmt. Der Auftritt der Celia wird geschickt vorbereitet, indem sie zuvor bereits Thema zweier Arien ist.:126 Die Arien sind überwiegend mehrteilig. Einige enthalten expressive Accompagnato-Abschnitte. Im zweiten Akt gibt es eine Abfolge größerer zusammenhängender Szenen für Fileno, Celia und Amaranta.:133
Bei den Finalsätzen der ersten beiden Akte handelt es sich um große Kettenfinale mit zehn bzw. sechs Abschnitten.:134 Das war keine Neuerung Haydns, denn bereits Domenico Cimarosas frühere Vertonung des Librettos besaß solche Finale. Das erste Finale ist in beiden Opern sogar auf dieselbe Weise strukturiert. Das zweite Finale parodiert auf komisch-tragische Weise den Furienchor aus Christoph Willibald Glucks Oper Orfeo ed Euridice, die einige Jahre zuvor in Eszterháza aufgeführt worden war. Beide Finale verwenden eine aus Terzbeziehungen aufgebaute Tonartenfolge.
Von besonderer Bedeutung sind die Ouvertüre und Celias Szene „Ah come il core mi palpita – Ombra del caro bene“ (II:10), die Haydn beide anschließend auch anderweitig verwertete. Perrucchettos g-Moll-Arie „Salva, salva, ajuto, ajuto“ (I:4) erinnert an Haydns Sturm-und-Drang-Stil, den er erst 1779 in der Ouvertüre zu L’isola disabitata eingesetzt hatte. Amarantas Wutarie „Vanne, fuggi, traditore“ (I:13) zeigt ihre Stimmungsschwankungen in einem raschen Wechsel zwischen kontrastierenden Themen. Celias Arie „Deh soccorri un infelice e di più“ (I:15) enthält eine schwierige Passage für gedämpftes Horn, die später für Fagott umgeschrieben wurde.

## Werkgeschichte
Das Libretto zu Joseph Haydns Oper La fedeltà premiata ist die anonyme Bearbeitung eines Librettos von Giovanni Battista Lorenzi für Domenico Cimarosas Commedia per musica L’infedeltà fedele, die 1779 in Neapel gespielt wurde und ihrerseits in vielen Details auf den italienischen Renaissance-Dichter Giovanni Battista Guarini zurückgeht. In der Urfassung gab es zwei auf Neapolitanisch singende komische Partien: Viola und Vuzzacchio. Erstere wurde hier in die Partie der Nerina integriert, was deren Charakterzeichnung verwässerte. Der Name des Letzteren wurde in Lindoro geändert. Die neapolitanischen Bestandteile wurden in die italienische Hochsprache übertragen. Außerdem wurden einige derbere Witze abgemildert und die ursprünglich französischen Ausdrücke der eitlen Amaranta durch italienische ausgetauscht. In der Vorlage war Nerina die Tochter Melibeos. Für Perrucchetto und Lindoro gibt es einige neue Arien. Die Grundstruktur blieb jedoch erhalten. Weiterhin handelt es sich um eine Mischung komischer und ernster Elemente.
Haydns Oper entstand anlässlich der Wiedereröffnung des im November 1779 abgebrannten Opernhauses von Schloss Eszterháza, die im Herbst 1780 erfolgen sollte. Da sich das neue Dach jedoch als undicht erwies, gab es nach einem heftigen Regen größere Schäden. Auch die beinahe fertigen Kulissen der Oper wurden in Mitleidenschaft gezogen. Die Uraufführung konnte daher erst am 25. Februar 1781 stattfinden. Es sangen Maria Jermoli (Fillide/Celia), Guglielmo Jermoli (Fileno), Teresa Amalia Taveggia (Amaranta), Benedetto Bianchi (Perrucchetto), Costanza Valdesturla (Nerina und Diana), Leopold Dichtler (Lindoro) und Antonio Pesci (Melibeo). Die Oper war erfolgreich und liegt mit 36 Vorstellungen bis 1784 in Eszterháza an zweiter Stelle hinter Haydns Armida. Haydn selbst hielt sehr viel von ihr. Am 27. Mai 1781 schrieb er an den Wiener Musikverlag Artaria, „daß dergleichen Arbeit in Paris noch nicht ist gehört worden, und vielleicht eben so wenig in Wien“.
Eine überarbeitete Zweitfassung hatte im September 1782 in Eszterháza Premiere. Dabei sangen Metilde Bologna (Fillide/Celia), Antonio Specioli (Fileno), Maria Antonia Specioli (Amaranta), Vincenzo Moratti (Perrucchetto) und Domenico Negri (Melibeo). Die Partien von Nerina/Diana und Lindoro sangen weiterhin Costanza Valdesturla und Leopold Dichtler. Die Partie der Celia wurde für die neue Sängerin höher gelegt. Der Perrucchetto wurde jetzt von einem Tenor anstelle eines Bassbuffo gesungen. Seine Arie „Salva, salva, ajuto, ajuto“ (I:4) wurde völlig neu komponiert. Nerinas Arie „È amore di natura“ (I:7) transponierte Haydn von C-Dur nach D-Dur. Außerdem gibt es einige Kürzungen.
1784 wurde die Oper in deutscher Sprache unter dem Titel Die belohnte Treue von der Theatertruppe von Emanuel Schikaneder und Hubert Kumpf vor vollem Haus im Wiener Theater am Kärntnertor gespielt. Mehr als 600 Interessenten fanden keinen Einlass. Kaiser Joseph II. und der Hofstaat waren ebenfalls anwesend, vermutlich auch Wolfgang Amadeus Mozart. Weitere Produktionen gab es 1785–1787 in Pressburg, 1789 in Pest und 1792/1793 in Graz. Auf die große Popularität weisen mehrere frühe Drucke und Abschriften von Einzelnummern hin. Die Ouvertüre nutzte Haydn auch als Schlusssatz seiner 73. Sinfonie. Die besonders populäre Soloszene der Celia („Ah come il core“ – „Ombra del caro bene“, II:10) veröffentlichte der Verlag Artaria 1783 leicht überarbeitet als eigenständige Kantate. Sie wurde am 16. Mai 1791 bei Haydns Benefiz-Konzert in den Hanover Square Rooms in London gespielt. Der in Eszterháza wirkende Opernkopist und Souffleur Johann Schellinger verarbeitete sie und die Szene des Fileno in dem Pasticcio Alessandro il grande. Das ab 1789 mehrfach aufgeführte anonyme Pasticcio Der Freibrief enthält die Introduktion und die Arien „Salva, salva, ajuto, ajuto“ (Perrucchetto, I:4) und „Deh soccorri“ (Celia, I:15). Anschließend wurde die Oper fast vollständig vergessen.
Der Musikwissenschaftler H. C. Robbins Landon entdeckte 1958 ein unvollständiges Autograph der Partitur in Budapest. Ihm gelang schließlich anhand verschiedener Abschriften eine Rekonstruktion der Oper. 1965 wurde die vollständige Partitur im Rahmen der Haydn-Gesamtausgabe veröffentlicht. Erst jetzt stellte man fest, dass die Musik der Kantate „Ah come il core“ aus der Oper stammte. Das Aufführungsmaterial nach der Partitur der kritischen Gesamtausgabe erschien 2009 beim Bärenreiter-Verlag.
Seither wurde die Oper mehrfach wieder gezeigt:
- 1970: Holland Festival – Dirigent: Alberto Erede, Regie und Ausstattung: Jean-Pierre Ponnelle.[1]
- 1971: Collegiate Theatre London – UK-Premiere.[7]
- 1975: Opernhaus Zürich – Inszenierung: Jean-Pierre Ponnelle.[1]
- 1979: Glyndebourne Festival Opera – Dirigent: Bernard Haitink.[1]
- 1986: Stadttheater Basel – gekürzte zweiaktige Fassung.[2]
- 1994: Mozartfest Würzburg – Inszenierung: Ulrich Peters.[12]
- 1994: Haydn Festspiele Eisenstadt.[2]
- 1995: Garsington Opera.[13]
- vor 2002: Aufführungen in Kiel, Braunschweig und Karlsruhe.[3]
- 2009: Opernhaus Zürich – Dirigent: Ádám Fischer, Inszenierung: Jens-Daniel Herzog.[14]
- 2009: Royal Academy Opera London – Dirigent: Trevor Pinnock, Inszenierung: Alessandro Talevi.[11]
- 2010: Hochschule für Musik Freiburg – Dirigent: Aziz Kortel, Inszenierung: Alexander E. L. Schulin.[15]
- 2011: Neue Studiobühne Penzing, Wien – Produktion der Universität für Musik und darstellende Kunst Wien, Dirigent: Christoph Ulrich Meier, Inszenierung: Paul Esterházy.[16]
- 2011: Cuvilliés-Theater München – Dirigent: Christopher Ward, Inszenierung: Stewart Laing.[17]
- 2015: Markgrafentheater Erlangen – Produktion der Hochschule für Musik Nürnberg, Inszenierung: Joachim Rathke.[18]
- 2017: Theater Aachen in Kooperation mit der Hochschule für Musik und Tanz Köln – Dirigent: Herbert Görtz, Inszenierung: Tamara Heimbrock.[19]
- 2019: Silk Street Theatre im Barbican Centre London – Produktion der Guildhall School of Music and Drama.[20]
- 2022: Tage Alter Musik in Herne – konzertant; Dirigent: Andreas Spering.[9]

## Aufnahmen
- Juni 1975 – Antal Doráti (Dirigent), Orchestre de Chambre de Lausanne, Chœurs du Radio Suisse Romande.
 Lucia Valentini Terrani (Fillide/Celia), Tonny Landy (Fileno), Frederica von Stade (Amaranta), Alan Titus (Perrucchetto), Ileana Cotrubaș (Nerina), Luigi Alva (Lindoro), Kari Lövaas (Diana), Maurizio Mazzieri (Melibeo).
 Studioaufnahme.
 Philips CD: 432 430 2, Philips LP: 6707 028 (4 LPs).[21]:6914
- 1976 – Frigyes Sándor (Dirigent), Franz Liszt Chamber Orchestra Budapest, Chamber Chorus of the Highschool F. Liszt for Music Budapest.
 Julia Pászthy (Fillide/Celia), Attila Fülöp (Fileno), Veronika Kincses (Amaranta), Gábor Vághelyi (Perrucchetto), Mária Zempleni (Nerina), István Rozsos (Lindoro), Ilona Tokody (Diana), József Gregor (Melibeo).
 Studioaufnahme.
 Hungaroton LP: SUPX 11854-57 (4 LPs), Hungaroton HCD 11854-56 (3 CDs).[21]:6915
- 2.–6. Oktober 1999 – David Golub (Dirigent), Orchestra da camera di Padova, La Stagione Armonica.
 Monica Groop (Fillide/Celia), John Aler (Fileno), Daniela Barcellona (Amaranta), Christopher Schalkenbrand (Perrucchetto), Patricia Ciofi (Nerina und Diana), Simon Edwards (Lindoro), Charles Austin (Melibeo).
 Studioaufnahme.
 Arabesque Recordings Z6751-3 (3 CDs).[21]:6916
- 13. November 2022 – Andreas Spering (Dirigent), Capella Augustina.
 Sophie Harmsen (Fillide/Celia), David Fischer (Fileno), Ylva Sofia Stenberg (Amaranta), Bruno Taddia (Perrucchetto), Karolina Bengtson (Nerina und Diana), Taejun Sun (Lindoro), Daniel Ochoa (Melibeo).
 Live von den Tagen Alter Musik in Herne.
 Übertragung im Radio WDR 3.[22]
- 18. Januar 2025 – Benjamin Wenzelberg (Dirigent), Orkest van de achttiende eeuw.
 Femke Hulsman (Fillide/Celia), Salvador Simão (Fileno), Aimaa Kearney (Amaranta), Wessel Wirken (Perrucchetto), Thalia Cook-Hansen (Nerina), Milan de Korte (Lindoro), Román Bordón (Melibeo).
 Live aus dem Conservatoriumzaal, Amare, Den Haag.
 Audiostream auf NPO Klassiek.[23]

## Digitalisate
- La Fedeltà premiata, Hob.XXVIII:10: Noten und Audiodateien im International Music Score Library Project
- Libretto (italienisch), Eszterhaz 1782. Digitalisat der Österreichischen Nationalbibliothek